# Trotskismo

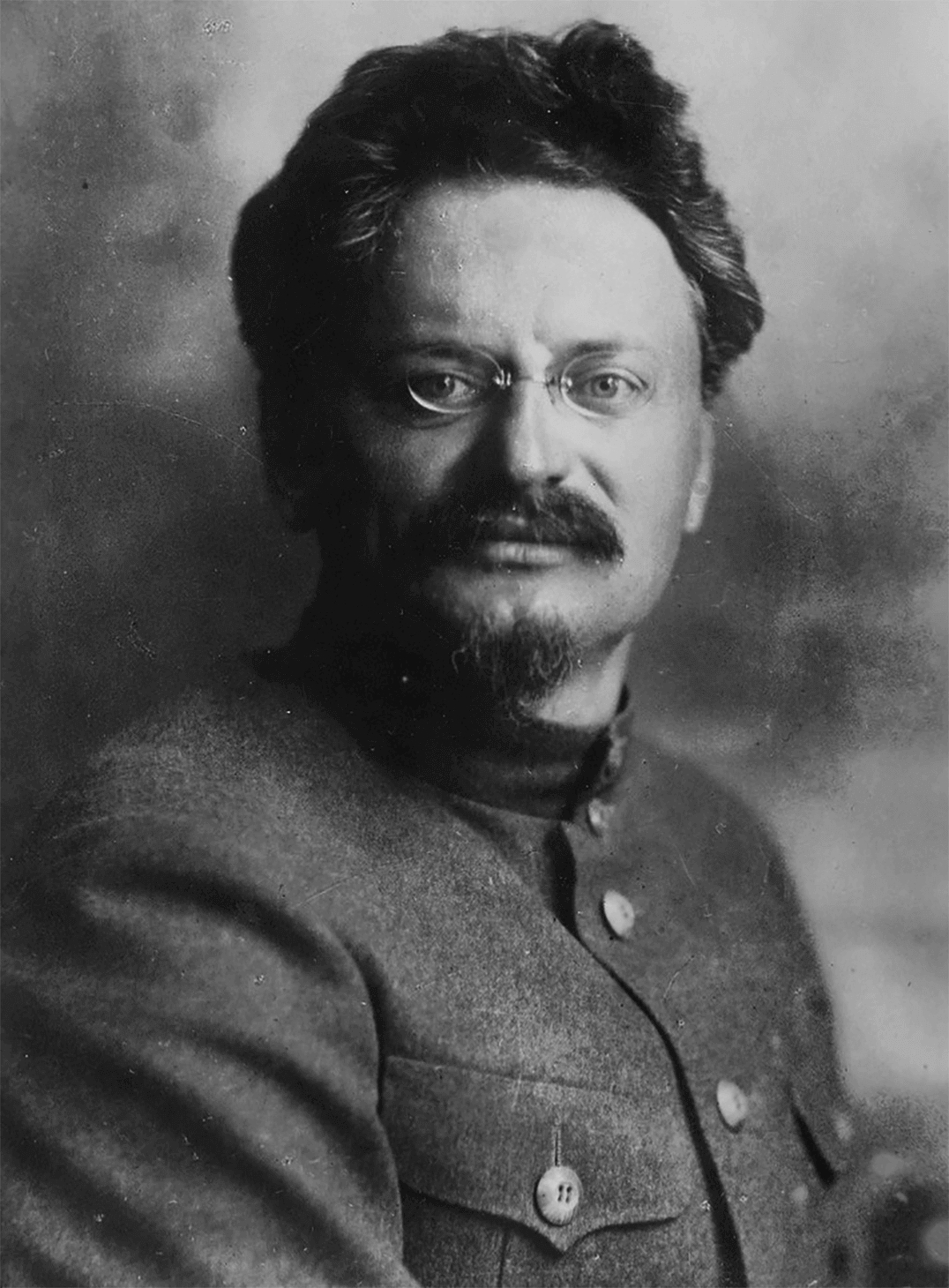
Leon Trotsky na Revolução de Outubro em 1917

O trotskismo é uma doutrina marxista baseada nos escritos do político e revolucionário ucraniano Leon Trótski. É formulada como teoria política e ideológica, apresentada como vertente do socialismo e comunismo por oposição ao stalinismo. Em 1946, Hermínio Sacchetta, dirigente trotskista brasileiro nas décadas de 1940 e 1950, define assim o trotskismo:
| “ | (…) trotskismo (é) o conjunto de ideias de Karl Marx, Engels e Lênin defendidas sem quartel por Leon Trotsky. (…) Quero, pois, de início, acentuar que o trotskismo não constitui uma doutrina política. Nem mesmo a teoria da Revolução Permanente, que ganhou seus contornos definitivos graças à enorme contribuição que lhe proporcionou o criador do Exército Vermelho, pode lhe ser atribuída como uma concepção inteiramente original. Entretanto, foi em torno dessa teoria que se travaram quase todos os choques ideológicos no plano do movimento comunista, sobretudo de 1923 a esta parte. (Palestra Sacchetta, 1946). | ” |

## Oposição ao stalinismo
O trotskismo procura defender o marxismo em sua versão "ortodoxa", contra a burocratização do Estado Operário e política nacionalista da Internacional, a partir da ascensão de Josef Stálin ao poder em 1924 na União Soviética. Trótski desenvolve a ideia de Revolução Permanente e da "Lei do Desenvolvimento Desigual e Combinado".
Uma das principais divergências em relação ao pensamento de Stálin se concentra na oposição à defesa do "socialismo em um só país" (ver: divergências entre Stalin e Trotsky). A Teoria da Revolução Permanente desenvolve as teses já estabelecidas pelo Manifesto Comunista e, entre outros pontos, defende a necessária expansão da revolução internacional, como prioridade, ao invés do seu fortalecimento interno na União Soviética.
No final de sua vida, Leon Trótski funda a IV Internacional (1938). Frente ao seu assassinato no México por Ramón Mercader, agente da NKVD, sob as ordens diretas de Stálin, e a execução e assassinato de milhares de oposicionistas na URSS (Deutscher, O Profeta Banido) e fora dela, como o do dirigente do POUM Andreu Nin, o trotskismo se esfacela em distintas correntes que hoje se auto-denominam trotskistas e se organizam em diferentes agrupamentos da Quarta Internacional.
Para o stalinismo o trotskismo é uma tentativa revisionista e heterodoxa de desvirtuar o marxismo-leninismo, o que corrompe os valores revolucionários representados pelo regime socialista, sob direção de Stalin na União Soviética.

## Revolução permanente
A teoria da "Revolução Permanente" baseia-se na ideia do "desenvolvimento desigual e combinado". Segundo esta tese, elementos de um desenvolvimento econômico agrário com características feudais convivem simultaneamente com a indústria mais moderna do mundo, o que possibilitou, na Rússia, a revolução operária.
Segundo este raciocínio, se um país começa a se industrializar tarde, irá adotar as indústrias mais modernas existentes na altura, logo, a pouca indústria que terá será altamente desenvolvida, podendo conviver com traços econômicos de épocas remotas, como a ideia da carroça ao lado do avião. Ainda segundo esta teoria, estes elementos se combinam mutuamente. Nesta perspectiva, por exemplo, a escravidão  foi um elemento importante do desenvolvimento do capitalismo no século XIX.
Tal análise leva ao entendimento de que, mesmo em países  em que a nobreza continua a ser a classe dominante e onde não se desenvolveu completamente a burguesia capitalista, esta última já está em conflito com o proletariado, porque, como a pouca indústria existente é das mais modernas, os conflitos entre patrões e trabalhadores tendem a assumir os mesmos contornos que nos países desenvolvidos (Trótski elaborou esta teoria ao princípio do século XX, uma época em que, nos países industrializados, a luta entre "proletários" e "burgueses" estava na ordem do dia).
Assim, a burguesia local estaria entre dois fogos: por um lado, continua submetida ao antigo regime feudal, o que a poderia levar a posições revolucionárias (como a burguesia europeia ocidental dos séculos XVIII e XIX); mas, por outro, já sofre a pressão dos trabalhadores, o que a leva a posições totalmente conservadoras (como a burguesia europeia ocidental do século XX).
Segundo Trótski, quanto mais tarde um país conhecesse o seu arranque industrial, mais conservadora seria a sua burguesia local, já que o medo ao proletariado seria mais forte que a sua oposição à nobreza. Além disso, ao contrário da Inglaterra de 1688, da América de 1776 ou da França de 1789, já não existiria no século XX classe de pequenos e médios artesãos e comerciantes que pudesse fornecer a "mão-de-obra" para uma revolução burguesa (devido à modernização do sector industrial, o único "povo" disponível – nas cidades – são mesmo os operários).
É aqui que entra em cena a Revolução Permanente: segundo Trótski, a burguesia já não é capaz de fazer a "revolução burguesa" ela mesma, tendo que ser o proletariado a encarregar-se das tarefas democráticas
Mas, sendo o proletariado a fazer a "revolução burguesa", este não se contentará com o programa "liberal-burguês" (i.e, a abolir a monarquia absoluta, liquidar o feudalismo, etc.), e irá logo começar a pôr em prática o "programa socialista" – assim, a revolução é "permanente", já que, pela sua própria dinâmica, tenderá a evoluir para posições cada vez mais radicais (no caso russo, a revolução começou por ser democrática e republicana (fevereiro) e, em poucos meses, tornou-se socialista).
Estas teses seriam contestadas pelos seguidores de Stalin, pelas alianças propostas no século XX com a Burguesia Nacional, para desenvolver a Revolução Democrática ou Burguesa, para depois organizar uma "futura" revolução socialista. Assim foram as Frentes populares durante a Guerra Civil Espanhola (1933-1936) e no Chile de Allende no início da década de 1970, entre tantos exemplos (in Trotsky. L. Stalin, o Grande Organizador de Derrotas. 1928).

## Degenerescência burocrática

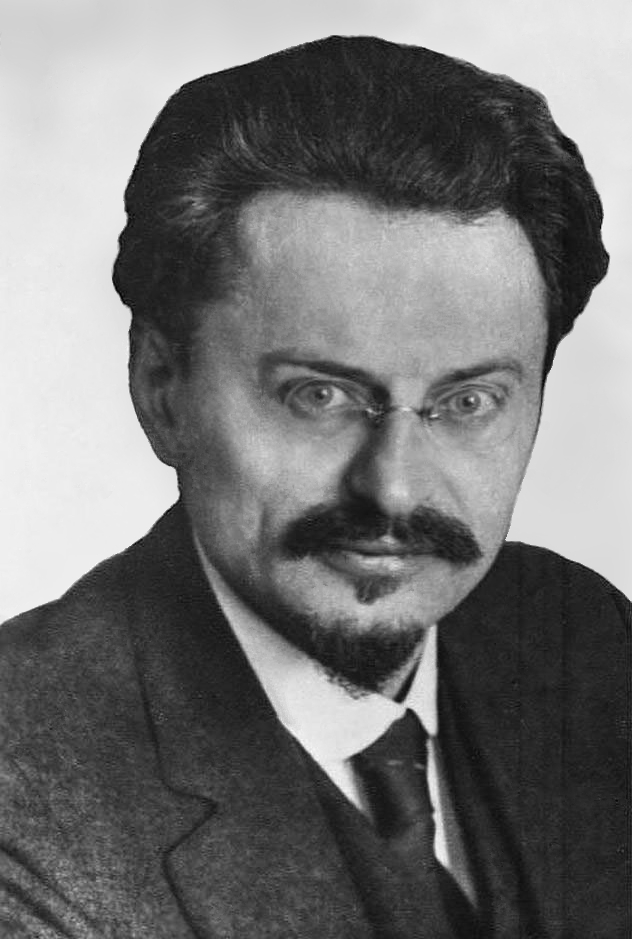
Leon Trótski

Mas, o que acontece se a revolução socialista triunfar num país semifeudal (de acordo com o cânone marxista, ainda não maduro para o socialismo)? A resposta que os trotskistas dão é que, num caso desses, a revolução só se manterá se tiver a ajuda de revoluções socialistas vitoriosas em países desenvolvidos – assim, a revolução deve ser "permanente", não só no aspecto do aprofundamento, mas também do alargamento. Se uma revolução socialista acontecer num país subdesenvolvido e não se expandir a países desenvolvidos, tenderá a "degenerar".
A explicação dessa "degenerescência" está noutra tese trotskista, a da "degenerescência burocrática das organizações operárias": a "exploração capitalista" estimula o desenvolvimento político do proletariado (já que o leva a lutar contra o sistema, e por isso a criar sindicatos, partidos, etc.) mas retarda o seu desenvolvimento cultural (já que a pobreza e/ou a submissão a um trabalho embrutecedor tenderão a "embrutecer" também o espírito do trabalhador). Tal leva a que, nas organizações operárias de massa, tendem a surgir "dirigentes profissionais" ("burocratas", no jargão trotskista), que acabam por ser os verdadeiros chefes, enquanto que os elementos de base (devido ao tal "embrutecimento espiritual") se remetem, na maior parte do tempo, a uma posição passiva, em que se limitam a pagar quotas e a seguir as ordens da "Direcção" (no fundo, transferem para a organização operária os hábitos de submissão à hierarquia a que estão habituados na empresa capitalista).
Ora, num país pobre (como a Rússia em 1917), o "desenvolvimento cultural" do proletariado será ainda mais diminuto, pelo que no "Estado Operário" irão (tal como nos sindicatos e partidos operários) também surgir os tais "burocratas". Aliás, segundo os trotskistas, a longo prazo, só há dois caminhos possíveis – a burocratização do Estado ou o desaparecimento gradual do Estado.
Assim, nos "Estados Operários" (sobretudo se forem muito atrasados à partida), há duas tendências em confronto: por um lado, há a tendência para os burocratas irem concentrando o poder nas suas mãos e remeterem as massas a uma situação passiva; por outro, a elevação gradual do nível de desenvolvimento económico e cultural (e, se possível, o triunfo de revoluções operárias no estrangeiro) tenderá a estimular a participação popular e a enfraquecer o aparelho estatal. Desta forma, a "construção do socialismo" não é um processo mecânico e linear (como, frequentemente, está implícito em muitos "estalinistas"), mas um caminho com avanços e recuos, em que a vitória só estará assegurada com a criação de uma sociedade comunista à escala mundial e com o desaparecimento do Estado (até lá, há sempre o perigo de uma contrarrevolução burocrática).
Além disso, a relação entre a burocratização e desenvolvimento é bilateral: tal como o atraso estimula a burocratização, também esta prejudica o desenvolvimento – segundo os trotskistas, a única alternativa eficiente ao mercado é a "democracia operária". P.ex, se for um patrão privado a organizar o trabalho dentro de uma empresa, tenderá a adoptar os processos de trabalho mais eficientes (para maximizar o lucro); se for uma Comissão de Trabalhadores a fazer isso, também tenderá a adoptar os processos de trabalho mais eficientes (para os trabalhadores fazerem mais facilmente o seu trabalho); se for gerida por um burocrata não-proprietário, não há nenhum incentivo para escolher os melhores métodos de trabalho. Outro exemplo: a questão "O que produzir?" – como assegurar a ligação entre os que as empresas produzem e as necessidades dos consumidores? No capitalismo, tal ligação faz-se pelo mercado; na "democracia operária", através da participação das organizações de trabalhadores e consumidores na elaboração do plano económico (Trótski chegou a dar o exemplo de um sistema em que os cidadãos pudessem escolher entre o "partido do carvão" e o "partido do fuelóleo"); já no sistema burocrático, em que a planificação é feita, não pelas organizações populares, mas por comités de "especialistas", não há maneira de assegurar que o plano corresponde às necessidades efectivas da sociedade (a respeito disso, Trótski escreveu que "a democracia, mais que uma necessidade política, é uma necessidade económica"). Desta forma, quanto mais poderosos forem os burocratas, mais atrasada será a sociedade (o que, aliás, acabará por tornar os burocratas ainda mais poderosos).
Logo, se uma revolução proletária triunfar num país atrasado e não receber o auxílio de revoluções em países desenvolvidos, o poder da burocracia atingirá dimensões consideráveis, podendo chegar a um ponto em que já não é possível lutar contra a burocratização dentro do sistema, sendo necessária uma nova revolução operária para restaurar o poder dos "Conselhos de Trabalhadores" (segundo Trótski, esse ponto de não-retorno – a que ele chamou o "Thermidor", por analogia com a Revolução Francesa – teria sido atingido na URSS em 1927). Por outro lado, se a nova revolução operária não ocorrer, o que irá acontecer será uma "contra-revolução social": a ineficiência económica do sistema burocrático e o desejo dos burocratas consolidarem a sua posição (passando de "administradores" a "donos") irá levá-los a restaurar a propriedade privada dos meios de produção e o capitalismo.
Desta forma, a opinião dos trotskistas era que os regimes do Bloco de Leste ("estados operários burocraticamente degenerados") seriam "regimes transitórios", intrinsecamente instáveis, estando à beira de serem derrubados, ou por uma "contra-revolução social", que restaurasse o capitalismo; ou por uma "revolução politica", que derrubasse o poder dos burocratas e do Partido Comunista e instaurasse a democracia dos "Conselhos de Trabalhadores", em moldes multipartidários (no entanto, diga-se que os trotskistas só começaram a defender o multipartidarismo nos anos 1930, depois de terem sido expulsos do PC – até lá, limitavam-se a defender o "direito de tendência" dentro do PC).

## Dissidências trotskistas
Muitos dissidentes do trotskismo (Bruno Rizzi na Itália, Max Shachtman nos EUA, Tony Cliff na Inglaterra, Cornelius Castoriadis na França e etc.) criticaram esta tese, argumentando que os burocratas eram, para todos os efeitos, como se fossem proprietários, já que eram os "donos" do Estado e, portanto, indirectamente, da economia (logo, já não teriam necessidade de restaurar o capitalismo) – um dos mais célebres defensores desta tese foi o escritor George Orwell (em alguns aspectos, muito próximo do trotskismo), que a expôs nos seus romances "O Triunfo dos Porcos"(no Brasil, A Revolução dos Bichos) e "1984". Curiosamente, alguns ex-trotskistas americanos que seguiam esta linha (James Burnham, Irving Kristol) acabaram saltando da extrema-esquerda para a direita, dando origem ao movimento neoconservador.
O colapso de 1989 não resolve a questão, mas aponta elementos importantes: Embora a tese trotskista do "regime transitório" assinalasse que se a revolução não avançasse provavelmente esses regimes cairiam muito cedo (uns meses antes de ser assassinado, Trótski escreveu que, se o regime estalinista sobrevivesse à II Guerra Mundial, seria necessário rever as suas teses, coisa que os trotskistas não fizeram; nos anos 1950, a sua viúva, Natália Sedova, abandonou o movimento trotskista, afirmando que não se podia continuar a chamar os países de Leste de "Estados operários burocratizados"); Por outro lado, a uma escala histórica, foram relativamente breves (74 anos, no caso da URSS, e cerca de 45 nos países satélites), pelo que é difícil dizer que a tese trotskista estivesse errada. Além disso, foi necessário um duro processo de privatizações e apropriação individual dos meios de produção por parte das "Castas dirigentes" na URSS e em outros países do Leste nas décadas de 1980-90, processo que comprovaria o facto de que estas "burocracias" não eram "donas" da economia, mas passaram a sê-lo com a restauração do capitalismo.

## Organizações
Desde a morte de Trótski os trotskistas têm-se dividido em várias correntes, assim estão constituidos os principais agrupamentos trotskistas (2019):
- "Quarta Internacional (Pós-reunificação)" - Secretariado Unificado (SU), se intitula a "sucessora oficial" da IV Internacional de Trótski. Essa corrente teve como principal dirigente histórico Ernest Mandel. Foi representado em Portugal pelo Partido Socialista Revolucionário (PSR), que em 2006 (na sequência da sua integração no Bloco de Esquerda) se converteu na Associação Política Socialista Revolucionária (APSR), que por sua vez se autodissolveu em 2013.[11] No Brasil houve em 2013 uma fusão entre CSOL, Enlace e CLV (três coletivos internos do PSOL - Partido Socialismo e Liberdade) para construir uma seção unificada da Quarta Internacional no Brasil, a qual foi batizada Insurgência. No entanto, em 2015 essa organização se dividiu, dando origem a quatro grupamentos: Subverta - Coletivo Ecossocialista e Libertário, Comuna, Comunismo e Liberdade (que se desfez em 2019) e o grupamento que manteve o nome Insurgência. Hoje, para além dessas três organizações remanescentes como a seção da Quarta no Brasil, temos como membros observadoras as tendências do PSOL MES (Movimento Esquerda Socialista) e a Resistência (cuja maior parte de sua militância vem da dissidência do PSTU);
- O "Comitê de Ligação Internacional para uma Internacional Operária" (também chamada "IV Internacional - 1993)", originou-se dos militantes - particularmente franceses (como Pierre Lambert e Luis Favre) - que nos anos 1950 recusaram a política do Secretariado Unificado de infiltração nos Partidos Comunistas (é representado em Portugal pelo POUS e no Brasil pela corrente O Trabalho, do PT, que edita o jornal O Trabalho);
- "Liga Internacional dos Trabalhadores (LIT-QI)" (Antiga Fração Bolchevique), organização que abandonou o SU por não concordar com a política de apoio incondicional aos sandinistas na Nicarágua, o que teria levado o SU a abandonar a perspectiva de construção de um partido revolucionário naquele país e também a apoiar a prisão e expulsão de militantes trotskistas. A LIT-QI é representada em Portugal pelo Em Lutas e no Brasil pelo PSTU; Seu principal dirigente histórico foi Nahuel Moreno;
- "Liga Internacional Socialista (LIS-ISL)", organização política internacional surgida em 2019 e reivindica da tradição revolucionária socialista e trotskista. Composta por partidos e organizações nacionais dos cinco continentes.
- "Fração Trotskysta pela reconstrução da Quarta Internacional (FT-QI)", surgida da ruptura do antigo MAS argentino (ligado a LIT-QI) devido ao que consideram ser a capitulação dessa corrente à restauração capitalista nos estados operários burocratizados da antiga URSS e a revisão da Teoria da Revolução Permanente de Trotsky por Nahuel Moreno, que fundou a Teoria da Revolução Democrática. É a organização responsável pela rede internacional de diários "La Izquierda Diario", tendo sua versão, "Esquerda Diário", no Brasil impulsionada pelo Movimento Revolucionário de Trabalhadores (MRT). Tem como principal organização o Partido de los Trabajadores por el Socialismo (PTS) dentro da Frente de Izquierda e de los Trabajadores (FIT) na Argentina e o candidato a presidência em 2015 Nicolas del Caño.
- "Unidade Internacional dos Trabalhadores (UIT-QI)", composta por cisões da LIT-QI, representada pela Corrente Socialista dos Trabalhadores (CST), do PSOL, no Brasil;
- "Comitê por uma Internacional dos Trabalhadores", ligado ao antigo grupo britânico "The Militant" (representado no Brasil pela corrente "Liberdade, Socialismo e Revolução"; até junho de 2019 era representado em Portugal pela corrente "Socialismo Revolucionário"[12]);
- "União Comunista Internacionalista", ligada ao grupo francês "Lutte Ouvriére";
- Tendência Marxista International, cisão do CIT;
- Comitê de Enlace pela Reconstrução da Quarta Internacional, ligado ao POR Boliviano; Seu principal dirigente histórico foi Guillermo Lora;
- "Partido da Causa Operária - PCO" - Originou-se de uma tendência interna do Partido dos Trabalhadores - PT, denominada Organização IV internacional - Jornal CAUSA Operária. Na década de 1990 sofreu um processo de expurgo no PT, levado a cabo pelas tendências majoritárias e mais moderadas daquele partido. Destacou-se na luta contra o impeachment da ex-Presidente Dilma e contra a prisão do ex-Presidente Lula, o processo que denominou como golpe da direita contra toda a esquerda. Seu principal dirigente é o Rui Costa Pimenta.
- Combattre Pour Le Socialisme - CPS, cisão do PCI lambertista na França a partir da posição do PCI em apoiar Mitterand em primeiro turno nas eleições presidenciais francesas de 1981. Logo após, o PCI aprovou uma guinada em suas posições histórica e deixou de construir um partido revolucionário operário, guinando para a construção de um partido operário independente, abandonando assim, posições revolucionárias. Com esse quadro, após muitos debates Stephan Just e Marcel Guedj foram expulsos do PCI e fundaram o CPS. No Brasil, o CPS - Combate Pelo Socialismo atua como uma pequena tendência interna do PT e da CUT, iniciando sua atuação, no país, em meados de 2015. Mesmo diminuto, o CPS, teve papel preponderante na greve de abril de 2.017 ao propor no Congresso da APEOESP e adotado pela direção majoritária do sindicato e da CUT, um calendário que culminava com a Greve Geral. Em abril de 2017 ocorreu a maior greve geral da história do Brasil.

## Trotskismo no Brasil
Em 1929, foi criado o Grupo Comunista Lenine (GCL) que atuou como Oposição de Esquerda no seio do PCB.
Entre 1930 e 1934, existiu a Liga Comunista Internacionalista (LCI), que contava com militantes como Fúlvio Abramo, Lívio Xavier e Mário Pedrosa que, em 3 de setembro de 1938, esteve presente na fundação da IV Internacional na periferia de Paris.
Depois surgiram o Partido Operário Leninista (POL) e o Partido Socialista Revolucionário (PSR) uma cisão do PCB liderada por Hermínio Sachetta.
Em 1953, surgiu o Partido Operário Revolucionário Trotskista (PORT), que contava em seus quadros com o operário químico Olavo Hansen, que foi assassinado, em 9 de maio de 1970, pela ditadura militar instalada em 1964.
Na época da luta armada, o Partido Operário Comunista (POC), se aproximou do Secretariado Unificado da IV Internacional (SU), mas, depois, se distanciou. Dentre seus integrantes, pode-se citar o jornalista Luiz Eduardo Merlino, que foi morto torturado no âmbito da Operação Bandeirantes (Oban).
Em 2017, pelo menos vinte e oito grupos, se reivindicavam como reais defensoras das ideias de Leon Trotsky no Brasil.